# Токо танзанійський
Токо танзанійський (Tockus ruahae) — вид птахів родини птахів-носорогів (Bucerotidae). Видовий епітет ruahae походить від річки Руаха в Танзанії.

## Поширення
Вид поширений в центральній і південній Танзанії. Середовище проживання включає савани та напівпосушливі вкриті деревами ділянки, переважно з баобабами.